# 山本米治
山本 米治（やまもと よねじ、1902年2月5日 - 1993年11月30日）は、日本の政治家。参議院議員（2期）。国際決済銀行理事、大蔵政務次官。金融財政通として国会内外に知られた。

## 経歴
愛知県蒲郡町（現蒲郡市竹谷町）に生まれる。1926年（大正15年）3月、東京帝国大学法学部卒業。
日本銀行ロンドン監督役付海外駐在参事を経て、ドイツ駐在中に日銀総裁代理として国際決済銀行理事を務める。1947年（昭和22年）7月、日本銀行名古屋支店長に就任。日銀調査局長兼統計局長、外国為替管理委員会委員、経済安定本部副長官なども務めた。
1950年（昭和25年）6月の第2回参議院議員通常選挙に愛知県選挙区から自由党公認で立候補し初当選。
1954年（昭和29年）8月から12月まで大蔵政務次官を務めた。
1956年（昭和31年）7月の第4回参議院議員通常選挙において自由民主党は定数3の愛知県選挙区に対し、山本と現職の草葉隆圓のほか、元衆議院議員の神戸眞にも公認を出した。得票数3位で再選。
1962年（昭和37年）7月の第4回参議院議員通常選挙においては、参議院議員1期目の柴田栄が全国区から愛知県選挙区に移り、自民党は山本と草場のほか、柴田も公認に加えた。その結果、柴田は初当選。山本は落選の憂き目を見た。議員としては参議院商工委員長、同法務委員長を歴任した。
1989年（平成元年）、秋の叙勲で勲二等瑞宝章を受章。
1993年（平成5年）11月30日、死去。91歳没。死没日をもって従四位に叙される。

## 親族
- 長男 - 山本逸郎（トーメン常務）[3]
- 二男 - 山本重喜（東レメディカル社長）[3]
- 三男 - 山本直己（港湾近代化促進協議会専務理事）[3]
- 兄 - 小牧実繁（滋賀大学学長）[3]
- 弟 - 三橋時雄（京都大学名誉教授）[3]

## 著書
- 『貨幣錯覚』アーヴィング・フィッシャー著 山本米治訳 日本評論社 1929年
- 『国際金融争覇戦』アインチヒ著 山本米治訳 千倉書房 1931年
- 『為替管理論』実業之日本社 1949年
- 『わかりやすい金融読本』実業之日本社 1950年
- 『為替管理論』改訂増補版 北方書店 1956年
- 『人生手帖』国際図書 1965年
- 『生死考』中央公論事業出版 1969年